# 青年ヨーロッパ

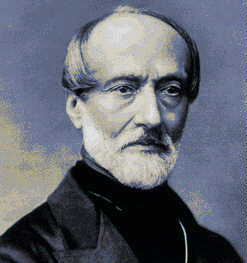
ジュゼッペ・マッツィーニ

青年ヨーロッパ（せいねんヨーロッパ）は1834年にイタリアの思想家ジュゼッペ・マッツィーニが創始した政治結社。
イタリア語読みのジョーヴィネ・エウローパ（伊: Giovine Europa）という呼称もしばしば用いられた。

## 概要
カルボナリを通じての国際運動に限界を感じていたマッツィーニは、新たな汎ヨーロッパ的視野を持つ共和主義団体を作る必要性を感じていた。これにイタリア本国は無論、ドイツ・ポーランド・スイスなどの知識人が呼応し、1834年に「青年ヨーロッパ党」が結成された。
青年ヨーロッパ党の特徴はその分権性にあり、中央集権的だったカルボナリとは違って活動地域ごとに独自の下部組織が形成され、青年ドイツ党（ドイツ語: Junges Deutschland）、青年ポーランド党（ポーランド語: Młoda Polska）、青年スイス党（フランス語: La Jeune Suisse）、そして青年イタリア党（イタリア語: Giovine Italia ジョーヴィネ・イターリア）などが活動を行った。青年ヨーロッパの本部はスイスに置かれ、1835年から1836年にかけては青年フランス党が形成するに至ったが、1837年に青年ヨーロッパが各国に根を張る前にスイス当局によってスイスからも退去することを命ぜられ、青年ヨーロッパ党が具体的な政治的成果を挙げる事は適わず、ロンドンへ亡命しチャーティスト運動に接した。

## 影響
フランス革命以来、フランス中心主義が蔓延していたヨーロッパの共和運動で、青年ヨーロッパ党がそれぞれの地域毎の革命運動を支援した事は歴史的に大きな意義を持つ。マッツィーニは共和主義・民族主義の伝道者としてのフランスは既に役目を終えており、むしろ諸住民の革命がフランス政府の外交的影響下に置かれる危険性を指摘している。彼は「諸国民にはそれぞれの使命が課せられている」と述べ、「我々の父祖は誰も猿真似はしなかった。彼らは彼らの時代の子であった。」と説いている。
- 青年イタリア党
  - イタリア統一運動
  - ローマ共和国 (19世紀)
- 青年ポーランド党（ポーランド語版、英語版）
  - ポーランド暴動 (1848年)（ポーランド語版、ロシア語版、ドイツ語版、英語版）
- 青年スイス党（イタリア語版）
  - 分離同盟戦争
- 青年ドイツ党
  - ドイツ三月革命
- 青年アイルランド党（英語版）（アイルランド語: Éire Óg）
  - 青年アイルランド革命（英語版）（1848年）
  - アイルランド共和軍（IRA）